# گزینش جفت

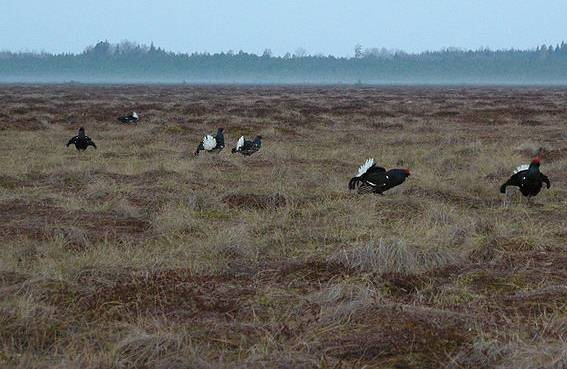
گزینش جفت در آوردگاه جفت‌یابی به شدت قابل مشاهده است. در اینجا، سیاه‌خروس سیاه نر در یک پوده‌زار گردهم می‌آیند و ماده‌ها پس از آن می‌رسند و نرها را پیش از گزینش ارزیابی می‌کنند.

گزینش جفت (به انگلیسی: Mate choice) یکی از سازوکارهای اولیه است که توسط آن می‌تواند تکامل رخ دهد. با «پاسخ گزینش جانوران به محرک‌های خاص» مشخص می‌شود که می‌تواند به عنوان رفتار مشاهده شود. به عبارت دیگر، قبل از اینکه جانور با یک جفت بالقوه ارتباط نزدیک‌تری داشته باشد، ابتدا جنبه‌های مختلف آن جفت را که نشان‌دهنده کیفیت آن است - مانند منابع یا فنوتیپ‌هایی که در اختیار دارند - ارزیابی می‌کنند و می‌سنجند که آیا آن ویژگی یا ویژگی‌های خاص به نحوی سودمند هستند یا خیر. به آنها. سپس ارزیابی به نوعی پاسخ داده خواهد شد.

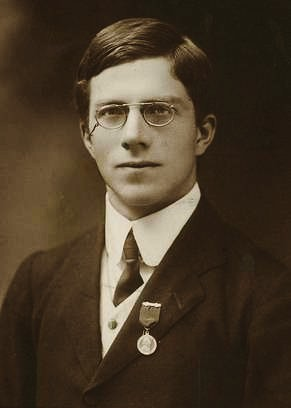
رونالد فیشر در سال ۱۹۱۳

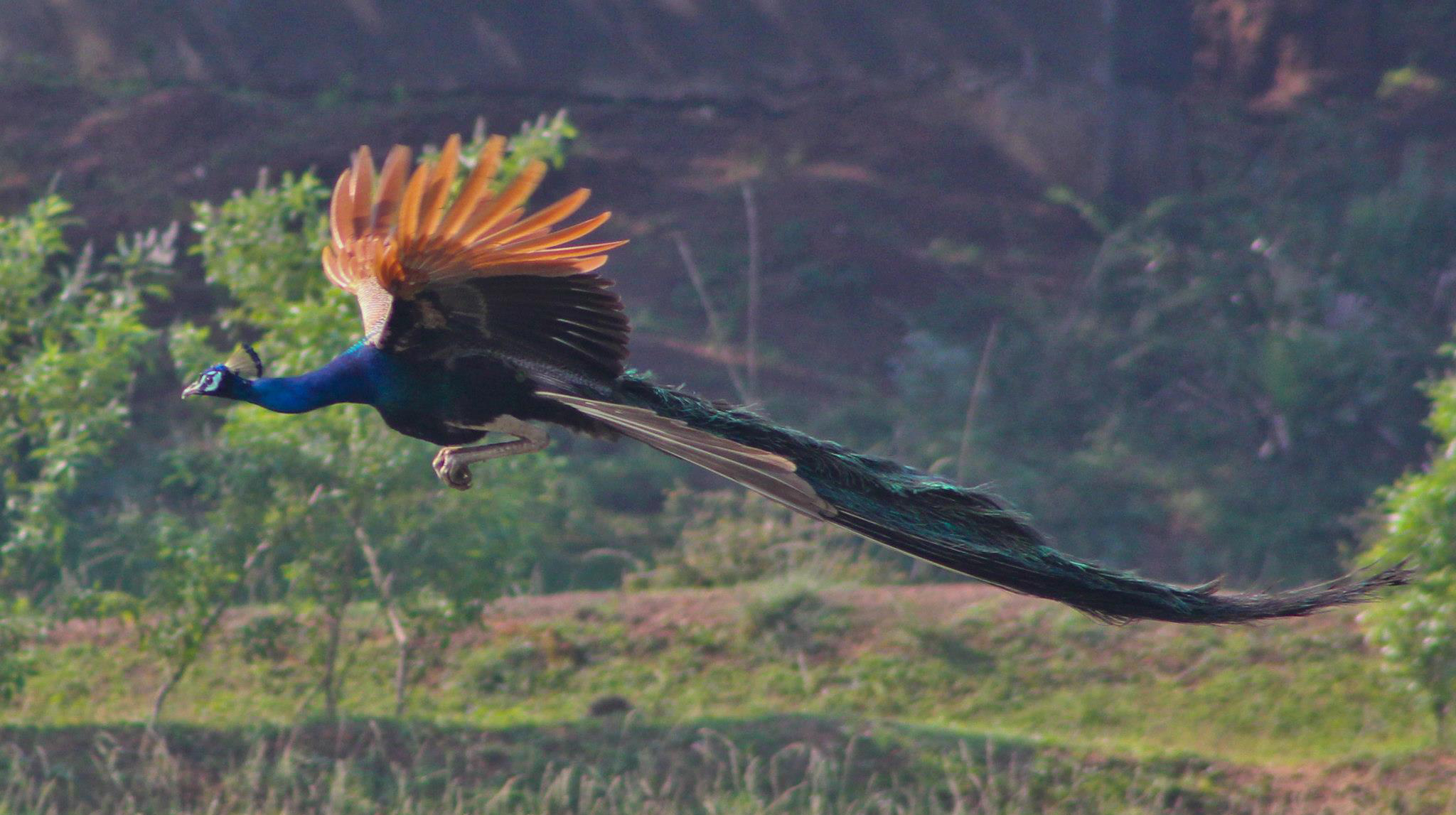
دم طاووس در حال پرواز، نمونه سنتی از یک گریز فیشری است

## سازوکارها
تا سال ۲۰۱۸، پنج سازوکار برای تکامل گزینش جفت پیشنهاد شده‌است.

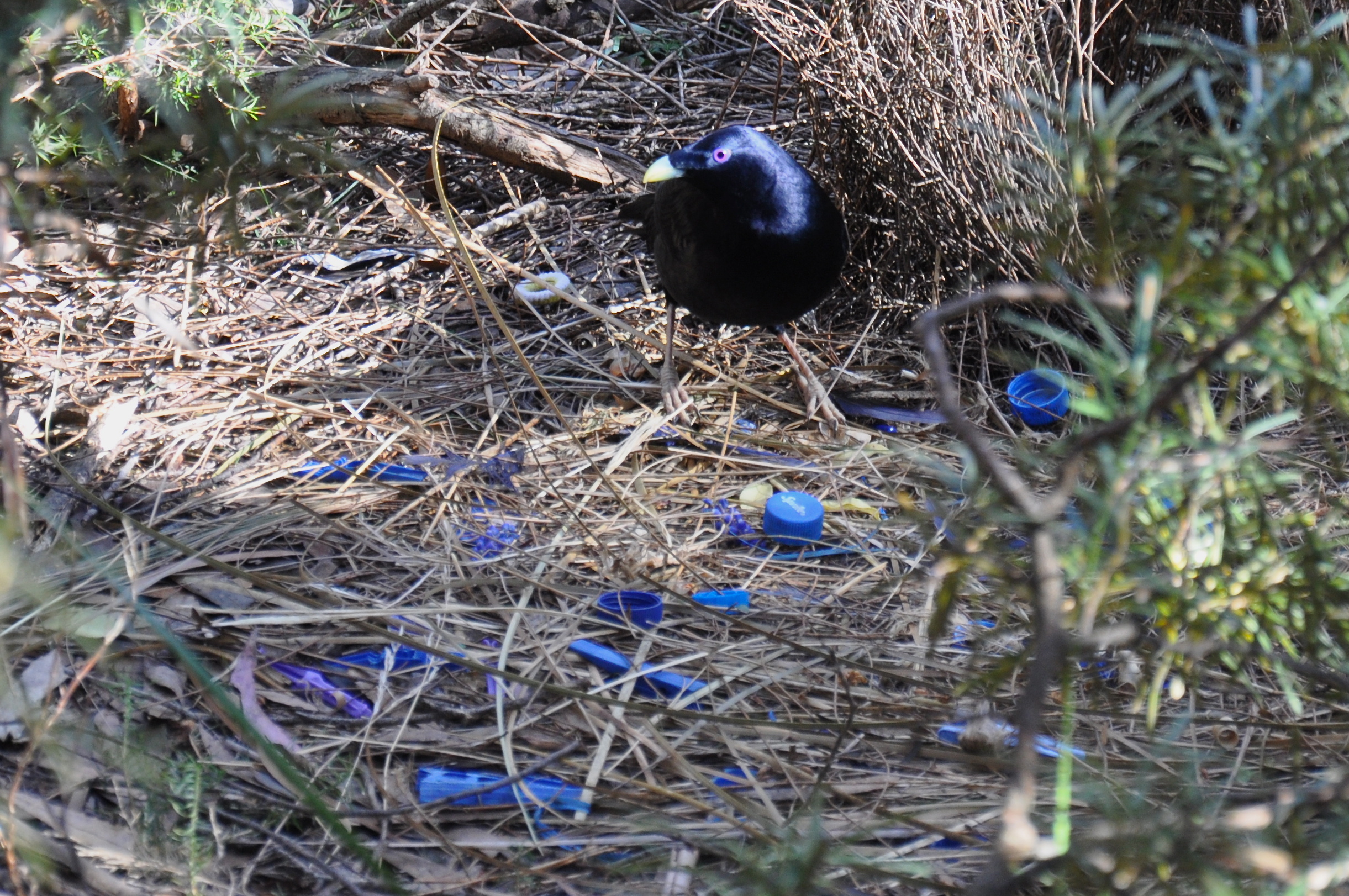
یک مرغ کریچ‌ساز اطلسی نر از آشیانهٔ خود در برابر نرهای رقیب محافظت می‌کند، به این امید که ماده‌ها را با زیورهای خود جذب کند.

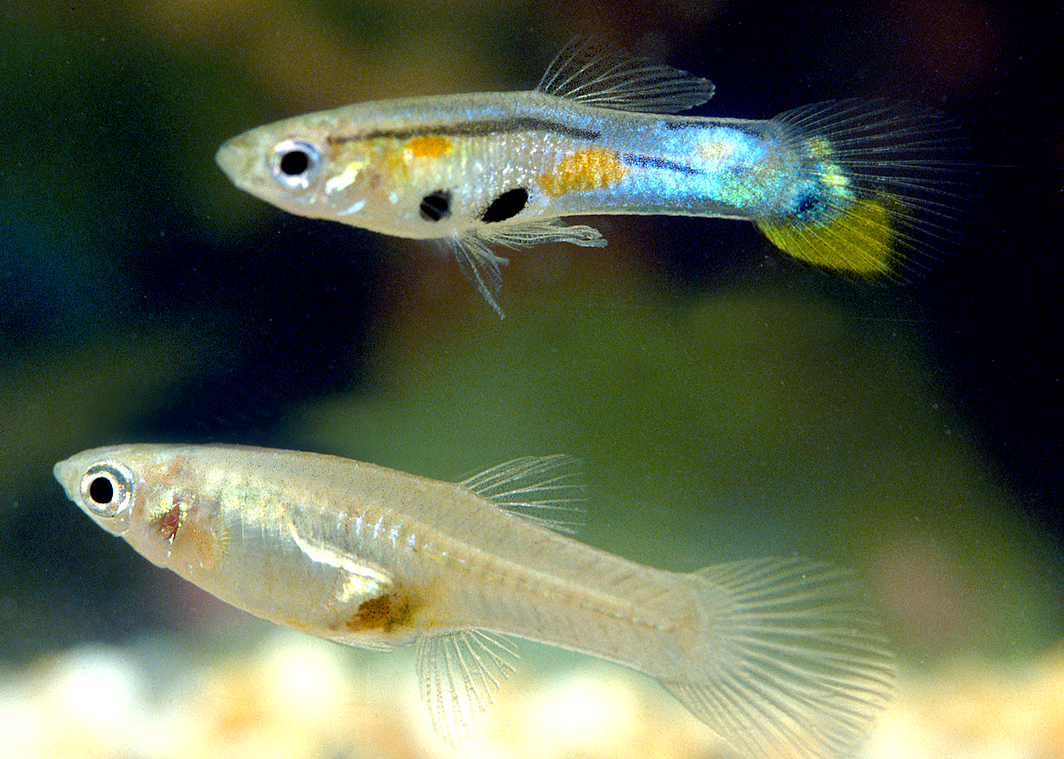
گوپی ترینیدادی (Poecilia reticulata)، نر (بالا) و ماده (در پایین).

- مزایای مستقیم فنوتیپی
- سوگیری حسی
- گریز فیشری
- ویژگی‌های شاخص
- سازگاری ژنتیکی